# Zespół klasztorny bonifratrów w Cieszynie
Zespół klasztorny bonifratrów – zabytkowy kościół i klasztor należący do zakonu bonifratrów, znajdujący się w Cieszynie, przy placu Londzina, w województwie śląskim.

## Architektura i wyposażenie
Kościół z klasztorem tworzą zwarty czworokąt. Fundatorem zespołu klasztornego był marszałek ziemski Księstwa Cieszyńskiego Adam Borek. Zakonnicy zostali sprowadzeni do miasta w 1696 roku. Świątynia została wzniesiona w latach 1697–1714 według projektu architekta Michała Kleina z Nysy oraz budowniczego Ojca Klemensa Mentzela. Następnie świątynia została przebudowana w 1788 roku przez Józefa Drachnego. Kościół reprezentuje architekturę klasycystyczną. Został wybudowany na planie prostokąta. W części frontowej budowli mieści się chór muzyczny, pod którym jest usytuowana kruchta z dwiema kaplicami z lewej i prawej strony. Prezbiterium posiada jedną nawę. Przylega do niego zakrystia, nad którą usytuowane jest oratorium, podparte przez półkolistą apsydę. Zarówno świątynia jak i cały były kilkakrotnie remontowane w XIX i XX stuleciu. Wnętrze świątyni jest ozdobione późnobarokowym ołtarzem głównym dłuta Jana Jerzego Lehnerta z Opawy przystrojonym godłem zakonu Bonifratrów (jest nim jabłko granatu), posiadającym rokokowe dekoracje i posągi św. Elżbiety i św.Jadwigi. Nad tabernakulum, po którego bokach znajdują się klęczące postacie aniołów – jest usytuowany barokowy obraz Wniebowzięcie Najświętszej Maryi Panny pędzla Bayera. Obok ołtarza głównego w świątyni mieszczą się jeszcze dwa ołtarze boczne w stylu późnobarokowym: z lewej strony ołtarz św. Jana Bożego z figurami św. Jana Nepomucena i św. Jana Sarkandra, z kolei, z prawej strony ołtarz św. Jana Grande z figurami św. Augustyna i św. Karola Boromeusza. W prezbiterium mieści się także ambona w stylu rokokowym z figurą Archanioła Michała, prowadzą do niej schody mieszczące się wewnątrz muru budowli.
Adam Borek ufundował także przy klasztorze szpital męski oraz aptekę. Szpital, początkowo był bardzo mały, posiadał tylko 7 łóżek, obecnie posiada ponad 100 łóżek. Korzystali z niego chorzy o różnych wyznaniach i narodowości. Obecnie zakonnicy prowadzą w dawnym klasztorze Dom Pomocy Społecznej.